# Инглиш-Ривер
Инглиш-Ривер (англ. English River) — река на северо-западе провинции Онтарио в Канаде, протекает по территории округов Тандер-Бей и Кенора, относится к бассейну реки Нельсон. Длина — 615 км, площадь водосборного бассейна — 52 300 км². Впадает в озеро Тету на высоте 299 м над уровнем моря недалеко от границы Манитобы.